# Джон I Бейлиъл
Джон I Бейлиъл е (на английски: Iain Bailiol) крал на Шотландия от 1292 до 1296 г. Той признава сюзеренитета на Англия, което става причина за тривековната борба за независимост на Шотландия.

## Произход и възкачване на престола
Джон е роден около 1249 г. Рожденото му място е неизвестно, но се предполага, че е роден или в Пикардия, Франция, или в Графство Дърам, Шотландия. Син е на английския барон Джон де Бейлиъл и на Дерворгила от Галоуей.
От майка си – праправнучка на шотландския крал Дейвид I, Джон придобива наследствени права върху шотландската корона. След смъртта на Маргарет Норвежка Джон Бейлиъл става един от претендентите за шотландския престол. Спорът е отнесен до английския крал Едуард I, който се произнася в полза на Джон Бейлиъл, който официално е избран за крал на 17 ноември 1292 г. Така на 30 ноември 1292 г. Джон Бейлиъл е коронован за крал на Шотландия. В знак на благодарност Джон дава васална клетва на Едуард I и признава сюзеренитета на Англия над Шотландия.

## Крал на Шотландия (1292 – 1296)
Въпреки коронацията част от шотландските барони отказват да признаят Джон I за законен крал. Недоволните се обръщат към Едуард I, който започва да се отнася към Шотландия като към васална територия, призовавайки Джон I в английски съдилища като ответник по шотландски дела, и разполага английски гарнизони на шотландска територия. За да отслаби зависимостта си от Англия, през 1295 г. Джон I се отказва от васалната си клетва към Едуард и подновява съюза между Шотландия и Франция. В отговор през 1296 г. английските войски нахлуват в Шотландия, с което започва почти тривековната война за независимост на Шотландия. Английският крал е подкрепен от Робер дьо Брус – един от противниците на Джон I. Едуард I разбива шотландските войски в битката при Дъмбар, след което безпрепятствено завладява цялата страна. На 7 юли 1296 г. Джон I се предава доброволно на англичаните и на 10 юли 1296 г. подписва абдикацията си от шотландския престол. В качеството си на сюзерен Едуард I се обявява за крал на Шотландия, с което страната загубва независимостта си. Плененият Джон I е затворен в лондонския Тауър, а по-късно е отведен във Франция, където умира на 25 ноември 1314 г. в семейния си замък. През 1297 г. в Шотландия избухва въстание срещу англичаните, а на 25 март 1306 г. за крал е коронован Робърт Брус.

## Семейство
Джон I се жени за Изабел де Уарен през 1281 г.; двамата имат един син:
- Едуард Бейлиъл, оспорван крал на Шотландия от 1332 до 1336 г., женен за дъщерята на Филип Анжуйски и Катерина II дьо Валоа – Маргарита.